# Universitas Nusa Cendana
Universitas Nusa Cendana är ett universitet i Indonesien. Det ligger i provinsen Nusa Tenggara Timur, i den sydöstra delen av landet, 1 900 km öster om huvudstaden Jakarta.